# 馬迪亞·比連
馬迪亞·比連（義大利語：Mattia Perin；1992年11月10日—）是一位意大利足球運動員，在場上的位置是守門員。現效力于意甲球隊尤文图斯。他也代表意大利國家足球隊參賽。

## 俱乐部生涯

### 热那亚
佩林出生于拉丁，是热那亚青训体系的产品，在2010年1月升入一线队，作为第三门将，并穿着88号球衣。他在与格罗塞托（2010年10月20日）、维琴察（11月24日）、国米（2011年1月12日）和拉齐奥（5月14日）的比赛中曾入选替补席。他于2011年5月22日首次亮相并在主场以3-2击败切塞纳的比赛中作为首发门将亮相，这也是他的职业生涯和意甲联赛首秀。
2011年7月，他被租借至意乙联赛俱乐部帕多瓦。 他在2011年10月1日作为首发门将亮相，客场4-2战胜恩波利，完成了自己在意乙的首秀。
在2012年夏天，他被租借至新晋升的佩斯卡拉，在赛季结束时共获得29次意甲联赛出场机会。
2017年1月8日，佩林在1-0负于Roma的主场比赛中撕裂了右膝前交叉韧带，导致他无法参加2016–17赛季的剩余比赛。

### 尤文图斯

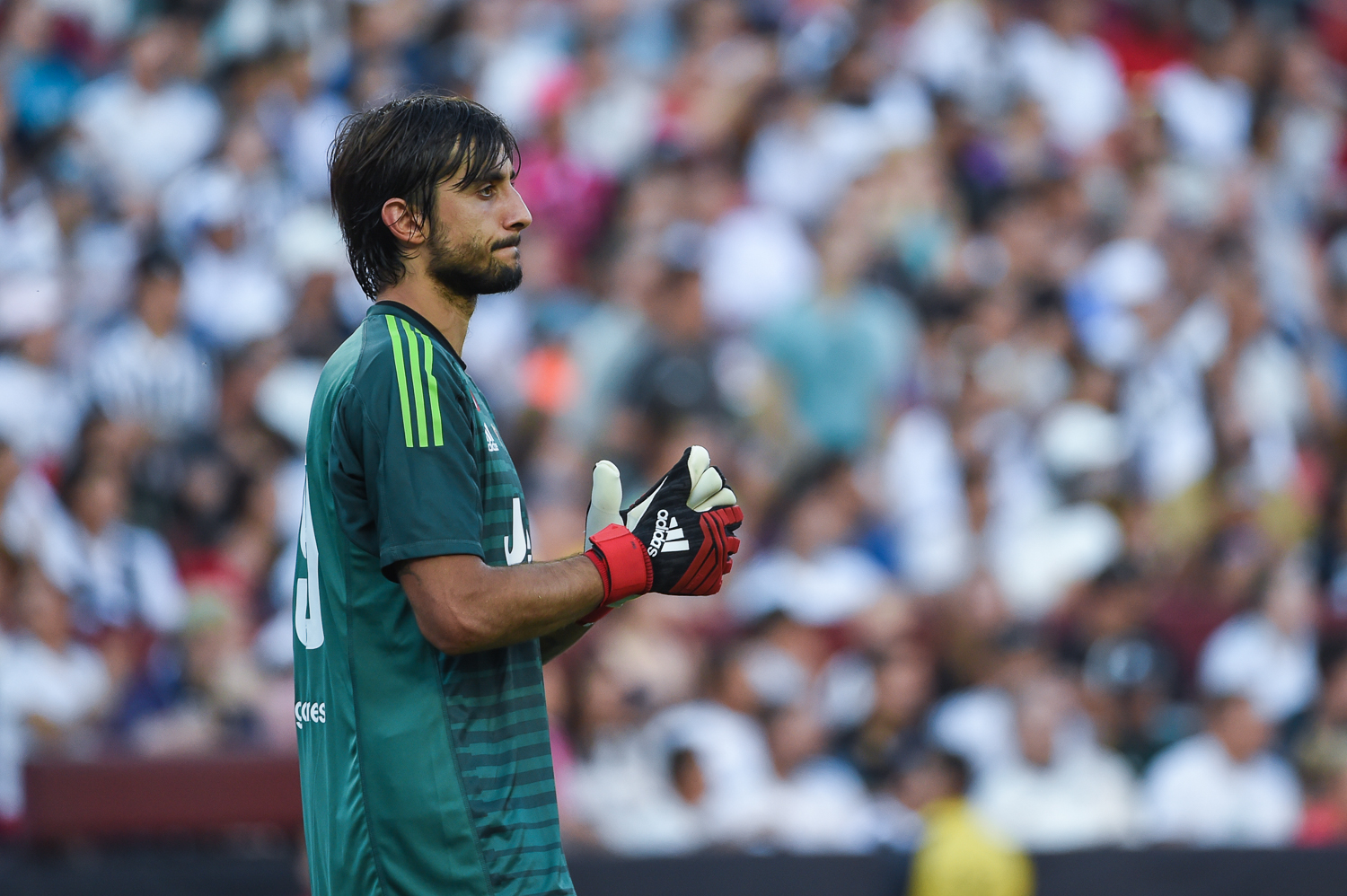
佩林在2018-19赛季季前赛中的尤文图斯

2018年6月8日，佩林以1200万欧元加300万欧元的奖金的价格签约了尤文图斯，为期四年； 他最初预计将与沃伊切赫·斯切斯尼争夺首发位置，以填补金路易吉·布冯的离开。 佩林于2018年9月26日首次亮相，他在2-0战胜博洛尼亚的主场比赛中保持了零封。 2019年4月1日，他受伤右肩。 在整个赛季中，他仅在意甲联赛中出场9次，全部都是作为尤文图斯的首发门将，而尤文图斯则以联赛冠军的身份结束了这个赛季。
2019年7月，佩林被传闻将加盟葡萄牙的本菲卡；然而，由于肩膀受伤，他未能通过体检，转会未能完成。 随着布冯作为斯切斯尼的替补回归，佩林被降级为尤文图斯的第四门将，在2019-20赛季欧洲冠军联赛中，他在9月因此被主教练莫里齐奥·萨里排除在尤文图斯的22人名单之外。
2020年1月2日，他重返热那亚，租借期至2019-20赛季末。 三天后，他在意甲联赛中首次亮相，帮助球队在主场2-1击败萨索洛。 2020年9月5日，他再次租借至热那亚，租借期至2020-21赛季末。
2021年夏，佩林作为斯切斯尼的替补重返尤文图斯。 他于2021年9月26日的意甲比赛中首次亮相，帮助球队以3-2击败桑普多利亚。 2021年12月8日，他在尤文图斯在2021-22赛季欧洲冠军联赛小组赛的最后一场比赛中以1-0战胜马尔默的比赛中首次亮相，并完成了自己的UEFA俱乐部比赛和UEFA冠军联赛首秀，这场比赛使他们小组赛名列第一。 2022年4月14日，尤文图斯宣布将佩林的合同延长至2025年。
2024年5月15日，佩林在尤文图斯1-0战胜亚特兰大的2024年意大利杯决赛中首发登场，并保持了零封记录。

## 国际生涯
佩林首次被主教练切萨雷·普兰德利召入意大利国家足球队，参加2012年8月15日在伯尔尼的 范可多夫体育场举行的对阵英格兰的友谊赛；队内还有另外七名新面孔。 他被列入普兰德利为巴西2014年国际足联世界杯预选的30人临时名单中， 并最终入选23人名单，成为第三门将，仅次于詹路易吉·布冯和萨尔瓦托雷·西里古。他成为队中最年轻的球员，也是唯一一名此前没有国家队出场经验的球员。
2014年11月18日，他在国家队首次亮相，在一场友谊赛中1-0战胜阿尔巴尼亚，在俱乐部主场路易吉·法拉利球场替换西里古上场，完成了最后17分钟的比赛。 2016年4月9日，他在热那亚遭遇了伤病，撕裂了前十字韧带并损伤了右膝的半月板，导致他无法作为意大利的第三门将在2016年欧洲足球锦标赛中出场。
2018年6月4日，佩林在他的第二场国家队比赛中首次首发，在都灵与荷兰的友谊赛中以1-1战平对手。

## 榮譽

### 球會
尤文图斯
- 義大利甲組足球聯賽冠軍：2018-19賽季
- 義大利超級盃：2018年
- 義大利盃冠軍：2023–24賽季[33]